# Ulrich Bartholmös
Ulrich Bartholmös (* 19. Juni 1986 in Arnstadt) ist ein deutscher Manager und Extremsportler. Er fuhr als Extremradfahrer mehrere Ultralangdistanzrennen ohne Unterstützung und ist Inhaber mehrerer Streckenrekorde.

## Ausbildung und Beruf
Ulrich Bartholmös studierte Journalistik und Politikwissenschaften in Leipzig. Er arbeitete bis Mitte 2019 als Manager und Vorstandsmitglied bei UDG, einer Beratungsfirma für Marketing und IT. Seit 2019 ist Bartholmös Geschäftsführer von nubica consulting.

## Sport
Im Sommer 2019 fuhr er sein erstes Ultralangdistanzradrennen ohne Unterstützung – die TransPyrenees in Spanien. Er gewann dieses 937 Kilometer lange Rennen von Llançà nach Donostia-San Sebastián mit 21.900 Höhenmetern in 2 Tagen, 2 Stunden und 46 Minuten. Einen Monat später startete er zur Transiberica, einem 3.500 Kilometer langen Non-Stop-Rennen um die iberische Halbinsel – auch dieses Rennen konnte er in unter zehn Tagen gewinnen.
Ulrich Bartholmös hat bislang an insgesamt 22 Ultralangdistanzrennen teilgenommen – darunter auch das Transcontinental Race 2022 mit 4.326 Kilometern quer durch Europa. Bei 16 Rennen hat Ulrich Bartholmoes gewonnen und hält unter anderem bei „The Capitals Challenge“, „Ride across Girona“ und „Across Andes“ den Streckenrekord als Fastest Known Time.
Seinen größten Erfolg feiert Ulrich Bartholmös am 23. Juni 2023 und gewinnt nach 14 Tagen, 3 Stunden und 23 Minuten die „Tour Divide“. Dieses 4.343 Kilometer lange Mountainbikerennen startet in Banff in der kanadischen Provinz Alberta und endet in Antelope Wells / New Mexico an der mexikanischen Grenze der USA. Bartholmös ist der erste Deutsche, der dieses Rennen gewinnt und beendet dieses in der zweitschnellsten, jemals gefahrenen Zeit unter widrigsten Bedingungen mit Regen, viel Schlamm und enormer Hitze zum Ende des Rennens.

## Erfolge
| Datum / Jahr | Platzierung | Wettbewerb             | Streckenlänge | Höhenmeter | Zeit                 | Disziplin    | Austragungsort                          |
| ------------ | ----------- | ---------------------- | ------------- | ---------- | -------------------- | ------------ | --------------------------------------- |
| 06/2019      | 1           | Transpyrenees          | 937 km        | 21.900hm   | 2d 2h 46m            | Rennrad      | Spanien – Llançà                        |
| 09/2019      | 1           | Transiberica           | 3.500 km      | 40.000hm   | 9d 20h 33m           | Rennrad      | Spanien – Bilbao                        |
| 10/2019      | 1           | Two Volcano Sprint     | 1.110 km      | 24.000hm   | 2d 11h 58m           | Rennrad      | Italien – Ercolano                      |
| 07/2020      | 1           | Three Peaks Bike Race  | 2.000 km      | 27.000hm   | 3d 23h 23m           | Rennrad      | Österreich – Wien                       |
| 10/2020      | 1           | Two Volcano Sprint     | 1.110 km      | 24.000hm   | 2d 4h 50m            | Rennrad      | Italien – Ercolano                      |
| 05/2021      | 1           | B-Hard Ultrarace       | 1.200 km      | 14.000hm   | 2d 3h 15m            | Rennrad      | Bosnien und Herzegowina – Banja Luka    |
| 06/2021      | 1           | Transpyrenees          | 1.050 km      | 24.000hm   | 1d 23h 38m           | Rennrad      | Spanien – Llançà                        |
| 08/2021      | 1           | Transiberica           | 2.950 km      | 35.000hm   | 6d 14h 13m           | Rennrad      | Spanien – Bilbao                        |
| 09/2021      | 2           | Badlands               | 750 km        | 16.000hm   | 2d 1h 23m            | Gravel       | Spanien – Granada                       |
| 01/2022      | 1           | Gran Guanche           | 600 km        | 14.000hm   | 1d 14h 13m           | Rennrad      | Spanien – Kanarische Inseln             |
| 04/2022      | 1           | The Capitals Challenge | 858 km        | 16.000hm   | 2d 3h 23m            | Gravel       | Spanien – Barcelona                     |
| 06/2022      | 1           | Madrid – Barcelona     | 680 km        | 8.000hm    | 0d 23h 25m           | Rennrad      | Spanien – Madrid                        |
| 07/2022      | 4           | Transcontinental Race  | 4.326 km      | 42.200hm   | 10d 1h 51m           | Rennrad      | Belgien – Geraardsbergen                |
| 08/2022      | 5           | Badlands               | 780 km        | 16.000hm   | 2d 1h 45m            | Gravel       | Spanien – Granada                       |
| 10/2022      | 1           | Ride across Girona     | 702 km        | 12.000hm   | 1d 5h 12m            | Rennrad      | Spanien – Banyoles                      |
| 11/2022      | 1           | Across Andes           | 1.028 km      | 15.000hm   | 2d 1h 25m            | Gravel       | Chile – Melipeuco                       |
| 01/2023      | -           | Race around Rwanda     | 992 km        | 17.900hm   | did not finish (DNF) | Gravel       | Ruanda – Kigali                         |
| 04/2023      | 1           | Catalunya Trail Tital  | 702 km        | 14.000hm   | 1d 6h 6m             | Mountainbike | Spanien – Girona                        |
| 06/2023      | 1           | Tour Divide            | 4.343 km      | 51.000hm   | 14d 03h 23m          | Mountainbike | Vereinigte Staaten – Antelope Wells, NM |
| 09/2023      | -           | Badlands               | 780 km        | 16.000hm   | do not finish        | Gravel       | Spanien – Granada                       |
| 09/2023      | 1           | L'Esperit de Girona    | 730 km        | 22.000hm   | 03d 14h 10m          | Mountainbike | Spanien – Girona                        |
| 02/2024      | 2           | Atlas Mountain Race    | 1340km        | 21.000hm   | 03d 23h 56m          | Mountainbike | Marokko – Marrakesch                    |